# Day of Defeat: Source
Day Of Defeat: Source é a mais nova versão do jogo Day of Defeat, um multiplayer online de FPS baseado nas operações européias da Segunda Guerra Mundial e originalmente desenvolvido como uma modificação gratuita do jogo Half-Life.
Os jogadores podem escolher entre Exército Aliado ou Força do Eixo e se apoderar de todas as classes e armas existentes na época para cumprir missões baseadas em operações verdadeiras.
Day Of Defeat: Source eleva o modo de jogo de Day of Defeat a novas experiências usando todo o potencial do Source, a mais nova tecnologia da Valve, oferecendo gráficos realistas (incluindo suporte ao efeito de luz HDR); sonoplastia cinematográfica; reestruturação dos personagens, armas e de nove mapas, sendo quatro novas versões de mapas já populares e um mapa novo.

## Lançamento
Day Of Defeat: Source foi lançado mundialmente no dia 26 de Setembro de 2005 às 22:00 GMT para download e ativação pelo Steam. O jogo é Stand-Alone, apesar de usar a engine do Half-Life 2.
Em 14 de Fevereiro de 2006 o Day Of Defeat: Source chegou às lojas no Brasil, sendo vendido em formato PC-DVD.

## Jogabilidade
Day Of Defeat: Source oferece ação em servidores de jogos online com a capacidade de um a trinta e dois jogadores. Diferente de outros jogos como Counter-Strike, Day Of Defeat: Source se concentra no trabalho em equipe e na organização de ataque e defesa de territórios. O jogo é baseado em turnos entre dois times, Aliados e Eixo e para sair vitorioso o time precisa capturar e manter todas as bandeiras espalhadas pelo mapa.
Cada mapa possui cinco pontos de captura, sendo alguns mais difíceis, exigindo a permanência de mais de um soldado. Os times ganham pontos a cada bandeira tomada assim como cada jogador responsável pela captura. O domínio total do mapa vale cinquenta pontos para o time vencedor.

### Classes
O que acrescenta mais competitividade ao jogo é a opção do jogador escolher entre seis classes de soldados disponíveis:
- Rifleman - Unidade de infantaria leve, mas com grande precisão, podendo levar a morte o oponente com apenas um tiro.
- Assault Infantry - Planejados para combate a curta distância, os assaults são equipados com submetralhadoras com pouca precisão nos tiros e granadas de fumaça, essenciais para cobertura em ataque ou defesa.
- Support Infantry - Soldados com armas mais "pesadas" com maior poder de tiro e mais precisão, equipados com granadas.
- Machine Gunner - Armados com artilharia pesada, os "MGs" precisam apoiar suas armas sobre um tripé para obter precisão nos tiros. Desse jeito, apesar de deixar o soldado vulnerável, a arma causa dano mortal a curta e a longa distância.
- Sniper - Atiradores de elite, mortais a longa distância.
- Rocket Infantry - Soldados armados com atiradores de foguetes, causam grande dano a longa e curta distância.

### Quadro de Armas
| Classe                | Exército Aliado                                                                        | Força do Eixo                                                                              |
| --------------------- | -------------------------------------------------------------------------------------- | ------------------------------------------------------------------------------------------ |
| Atirador              | M1 Garand rifle grenades M1918 trench knife                                            | Mauser Karabiner 98 Kurz x2 rifle grenades Entrenchment spade                              |
| Infantaria de assalto | M1A1 Thompson (with melee) Colt M1911A1 MkIIA1 fragmentation grenade M18 smoke grenade | Maschinenpistole 40 (with melee) Walther P38 Stielhandgranate 24 Stielhandgranate 24 Smoke |
| Apoio de Infantaria   | M1918A2 Browning Automatic Rifle x2 MkIIA1 fragmentation grenades M1918 trench knife   | Sturmgewehr 44 x2 Stielhandgranates 24 Entrenchment spade                                  |
| Sniper                | Springfield M1903A4 Colt M1911A1 M1918 trench knife                                    | Mauser Karabiner 98 Kurz (scoped) Walther P38 Entrenchment spade                           |
| Artilheiro            | Browning M1919A6 Colt M1911A1 M1918 trench knife                                       | Maschinengewehr 42 Walther P38 Entrenchment spade                                          |
| Foguete de Infantaria | M9A1 Bazooka M1 Carbine M1918 trench knife                                             | Panzerschreck RPzB 54 Mauser M1932 C-96 (fully automatic) Entrenchment spade               |

## Mapas oficiais
Atualmente existem nove mapas oficiais em Day Of Defeat: Source. Também existem vários mapas custom sendo criados pela comunidade do Day of Defeat e sendo lançados no fórum oficial. Qualquer novo mapa oficial será distribuido pelo Steam.
Quando o jogo foi lançado, só existiam 4 mapas: Anzio, Flashville, Operation Avalanche e Donner, todos baseados em mapas da antiga versão de Day of Defeat. Um mapa completamente novo, Argentan, foi adicionado no dia 30 de Novembro de 2005, seguido por um remake de Kalt em 26 de Janeiro de 2006. Colmar e Jagd, ambos exemplos do novo modo de jogo 'Detonation', foram lançados em 28 de Junho de 2006.

### Anzio
Data da campanha: 22 de Janeiro a 23 de Maio de 1944
Local: Anzio, Italia.
Tipo de mapa: controle de território
Depois de Salerno em 1943, os Aliados decidem tomar uma pequena praia na costa oeste da Itália chamada Anzio, tentando assim abreviar a captura de Roma. Os alemães, assustados por esse ataque poder ser o começo da invasão aliada à Europa, respondem ao ataque em peso e colocam quatro divisões do exército alemão na área.
A ação ocorre na cidade bombardiada de Anzio, com combate brutal e pequenos quadrantes. Os Aliados chegam a cidade pela praia e precisam avançar por entre a cidade capturando cinco pontos estratégicos. Os Alemães precisam capturar os cinco pontos e conter a invasão americana. Com múltiplos caminhos para cada objetivo, incluindo o esgoto, Anzio é um mapa no qual a estratégia e tática é essencial.
O mapa Anzio é uma conversão do original de Day of Defeat, ele é baseado na Operação Shingle e na Batalha de Anzio, campanhas da Segunda Guerra Mundial.

### Argentan
Data da campanha: 18 de Agosto de 1944.
Local: Argentan, França.
Tipo de mapa: controle de território.
Soldados aliados sob o comando do General Patton estão tentando capturar a cidade de Argentan para curtar o restante das forças alemãs tentando escapar a Península Cotentin depois da falha no contra-ataque alemão. A infantaria alemã foi ordenada para segurar o avanço dos aliados enquanto o resto da Wehrmacht possa escapar para o leste.
Um novo mapa criado especialmente para Day of Defeat: Source, Argentan tenta simular um ataque americano na cidade de Argentan. O mapa tem duas rotas principais, com caminhos menores através de construções. Uma rota é melhor para combate de curto alcance enquanto a outra é perfeita para combate a distância e snipers. Esse mapa pode se tornar um campo de batalha brutal, com pesadas perdas em ambos os lados. Os 5 pontos diferem em dificuldade. Por exemplo, a última bandeira americana pode ser relativamente simple de se caputrar por causa da terra, enquanto a última bandeira alemã, que fica em território alto, deixa a captura complicada.

### Avalanche
Data da campanha: 18 de Agosto de 1943.
Local: Salerno, Italia
Tipo de mapa: controle de território.
Alguns dias depois de conquistar a praia em Salerno, o avanço americano e britânico nos morros foi parado por um contra-ataque alemão no dia 13 de Setembro. Intensas batalhas nas ruas se seguiram, com algumas cidades mudando de dono várias vezes por dia.
Esse mapa é baseado na Operação Avalance. O mapa é muitas vezes referido como a "Dust do Day of Defeat", devido a popularidade do mapa de_dust em Counter-Strike. Os americanos começam na parte baixa do morro numa cidade Italiana, com os alemães em cima. Isso imediatamente bota os alemães em vantagem, podendo abrir fogo das partes altas nos americanos que estão avançando. O objetivo é capturar os 5 pontos estratégicos, mas cada ponto tem suas próprias dificuldades. Em ambos os lados, é difícil avançar, e pontos inimigos podem ser extremamente difíceis de defender. Com rifles e metralhadoras na parte de fora, batalhas de curta distância acontecem dentro das construções. A ameaça de snipers inimigos é quase sempre presente.

### Colmar
Data da campanha: 28 de Fevereiro de 1945.
Local: Colmar, França.
Tipo de mapa: detonação.
Forças americanas e alemãs estão trancadas em combate no norte da França, na cidade de Colmar. Cada força está tentando avançar além do rio e destruir equipamento inimigo para segurar sua posição.
Lançado em 28 de Junho de 2006, Colmar é, junto com Jagd, o primeiro mapa de Day of Defeat: Source que introduz o modo de jogo "detonação". Ambos os times devem segurar os explosivos no centro do mapa e plantá-los no equipamento do time oposto, e ao mesmo tempo defendendo seus próprios equipamentos. Colmar usa a mesma neve e efeitos de gelo presentes em Kalt, com a notável adição de neve caindo.

### Donner
Data da campanha: 3 de Setembro de 1944.
Local: Saint Lô, França
Tipo de mapa: controle de território.

### Flash
Data da campanha: 10 de Setembro de 1944.
Local: Flashville, França.
Tipo de mapa: controle de território.

### Jadg
Date: 5 de Setembro de 1944.
Local: Jagd, Italia
Tipo de mapa:: detonação (com limite de tempo).

### Kalt
Date: 13 de Dezembro de 1944.
Local: Kalt, França
Tipo de mapa: controle de território.

### Palermo
Local: Salerno, Itália
Tipo de mapa: controle de território.
Obs: Este mapa era originalmente um mapa custom e foi integrado ao jogo, em uma das atualizações.

## Requisitos de sistema
- Microsoft Windows 98/2000/Me/Xp;
- Pentium III 1.2 Ghz ou AMD Athlon equivalente;
- 4.5 GB de espaço livre em disco rígido e espaço adicional para jogos salvos, arquivos de troca do Windows e instalação do DirectX 9.0;
- 256 MB de RAM;
- DVD-ROM de 8x;
- Placa de som compatível com DirectX 9.0;
- Placa de vídeo aceleradora 3D PCI/AGP de 16 MB compatível com DirectX 7.0;
- Teclado e mouse

### Configuração recomendada
- Microsoft Windows XP ou mais atual;
- Intel Core2Duo 2.0 GHz ou equivalente;
- 1 GB de RAM;
- Placa de vídeo aceleradora 3D PCI-e de 64 MB compatível com DirectX 9.0c;

### Requisitos para multiplayer
- 1 DVD por computador;
- Rede compatível com TCP/IP para 2 a 32 jogadores;
- Conexão com internet em alta velocidade para 2 a 32 jogadores.